# 市政中心 (旧金山)
市政中心（Civic Center）是美國三藩市的市場街和范尼斯大道（Van Ness Avenue）交叉路口以北的幾個街块，包含該市許多大型的政府和文化機構。市政中心前面有市政中心廣場和聯合國廣場，以及許多巴洛克式的建筑。比爾·格雷厄姆市政禮堂（Bill Graham Civic Auditorium，前身為博覽會禮堂）是1915年巴拿馬-太平洋國際博覽會僅存的建築之一。1945年，《聯合國憲章》在退伍軍人戰爭紀念堂（War Memorial Veterans Building）的赫伯斯特劇院（Herbst Theatre）簽署。1951年，《三藩市和約》（正式结束和日本的太平洋戰爭的和平條约）也在此簽署。1987年，三藩市市政中心被指定為國家歷史地標。

## 位置
市政中心南到市場街，西至富蘭克林街（Franklin Street），北到土耳其街（Turk Street），東到藍文沃斯街（Leavenworth Street）和第七街。市政中心的北面和東面毗鄰田德隆區 Tenderloin，西面毗鄰海斯谷（Hayes Valley）；市場街將他與南面的市場街南區（South of Market）（簡稱 "SoMa" ）分開。

## 歷史
市政中心建于20世纪初，包括宏偉的市政廳和紀錄殿堂，都毁於1906年三藩市大地震。

## 圖片

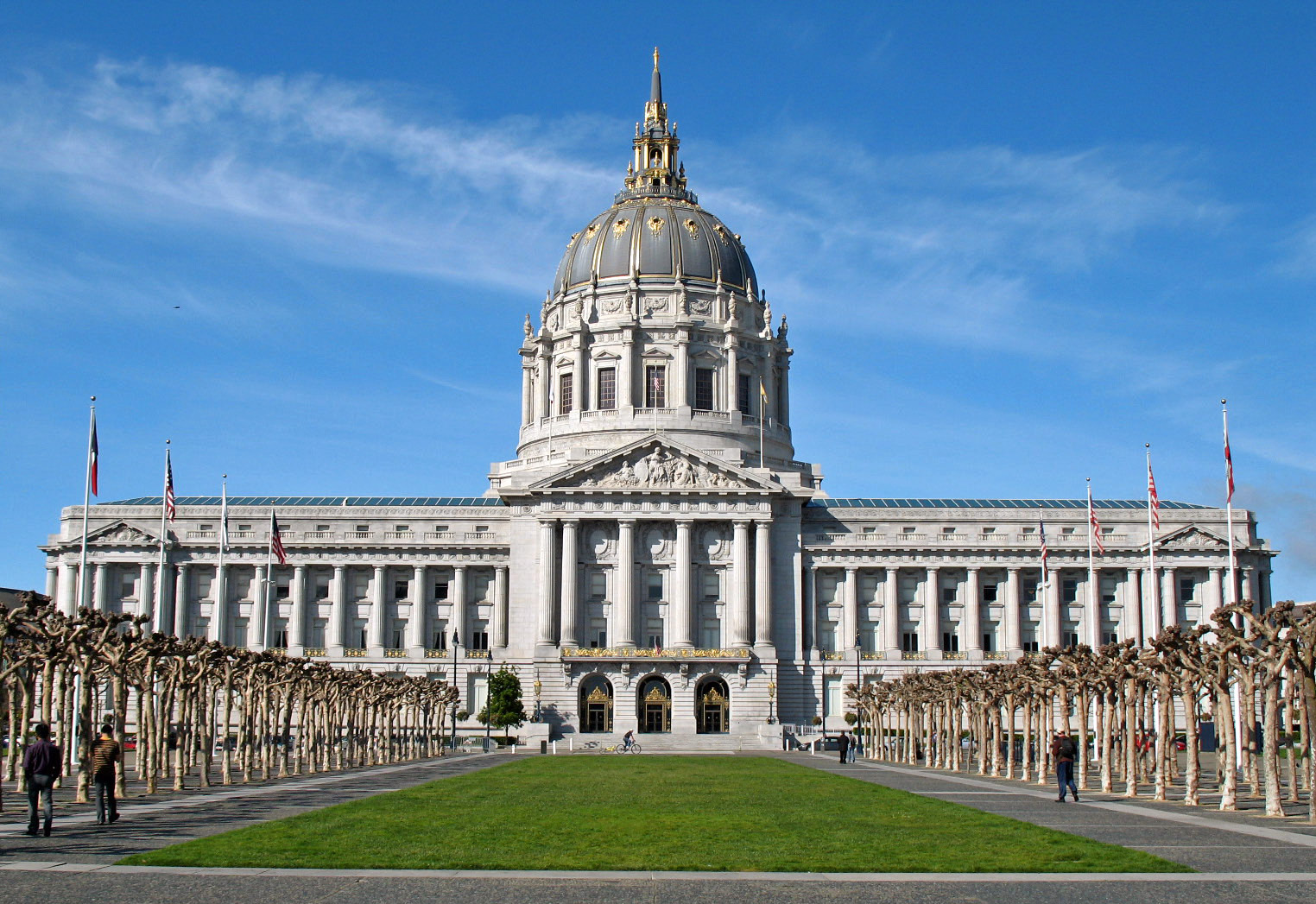
舊金山市政廳
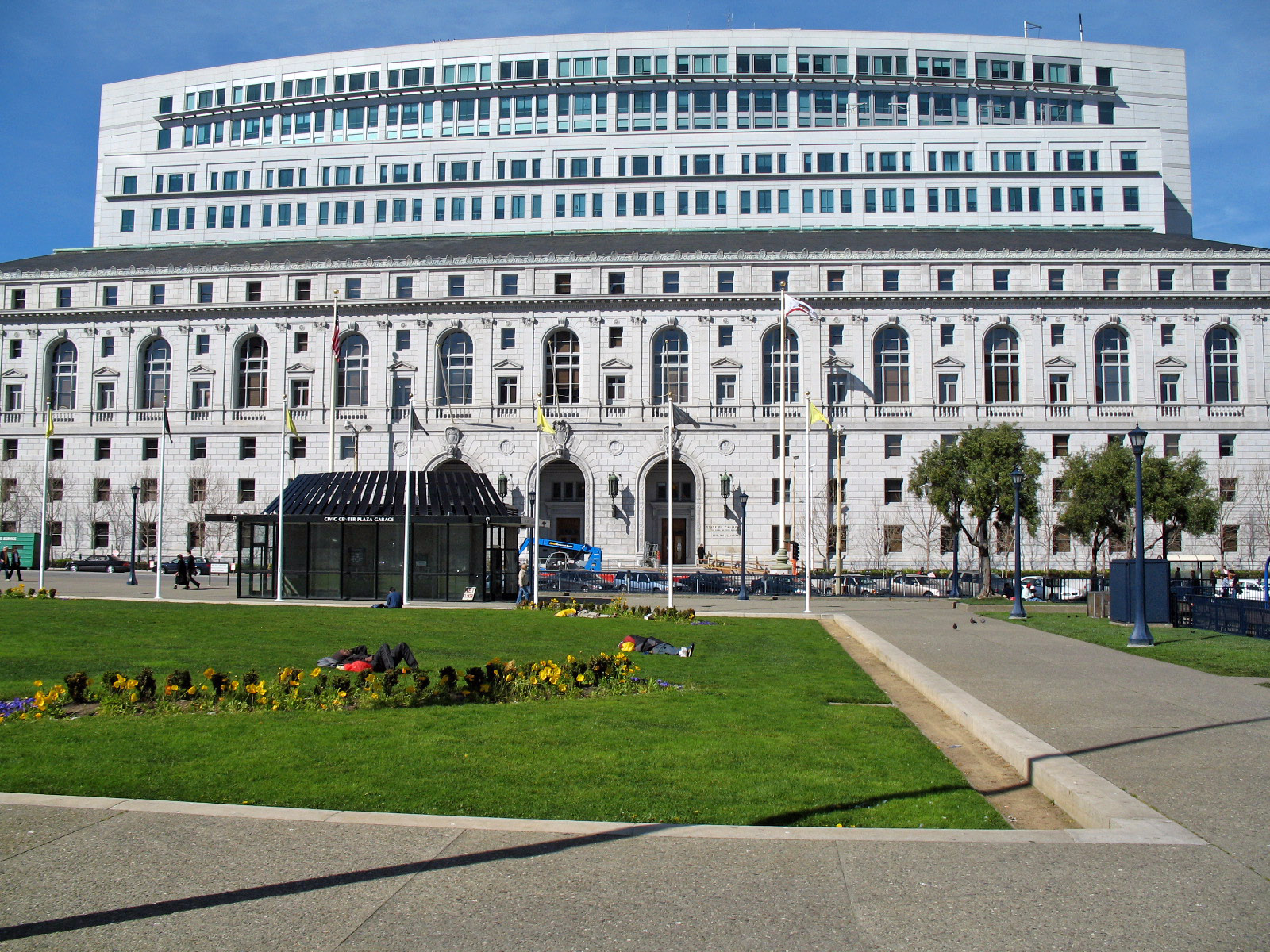
厄尔·沃伦大楼
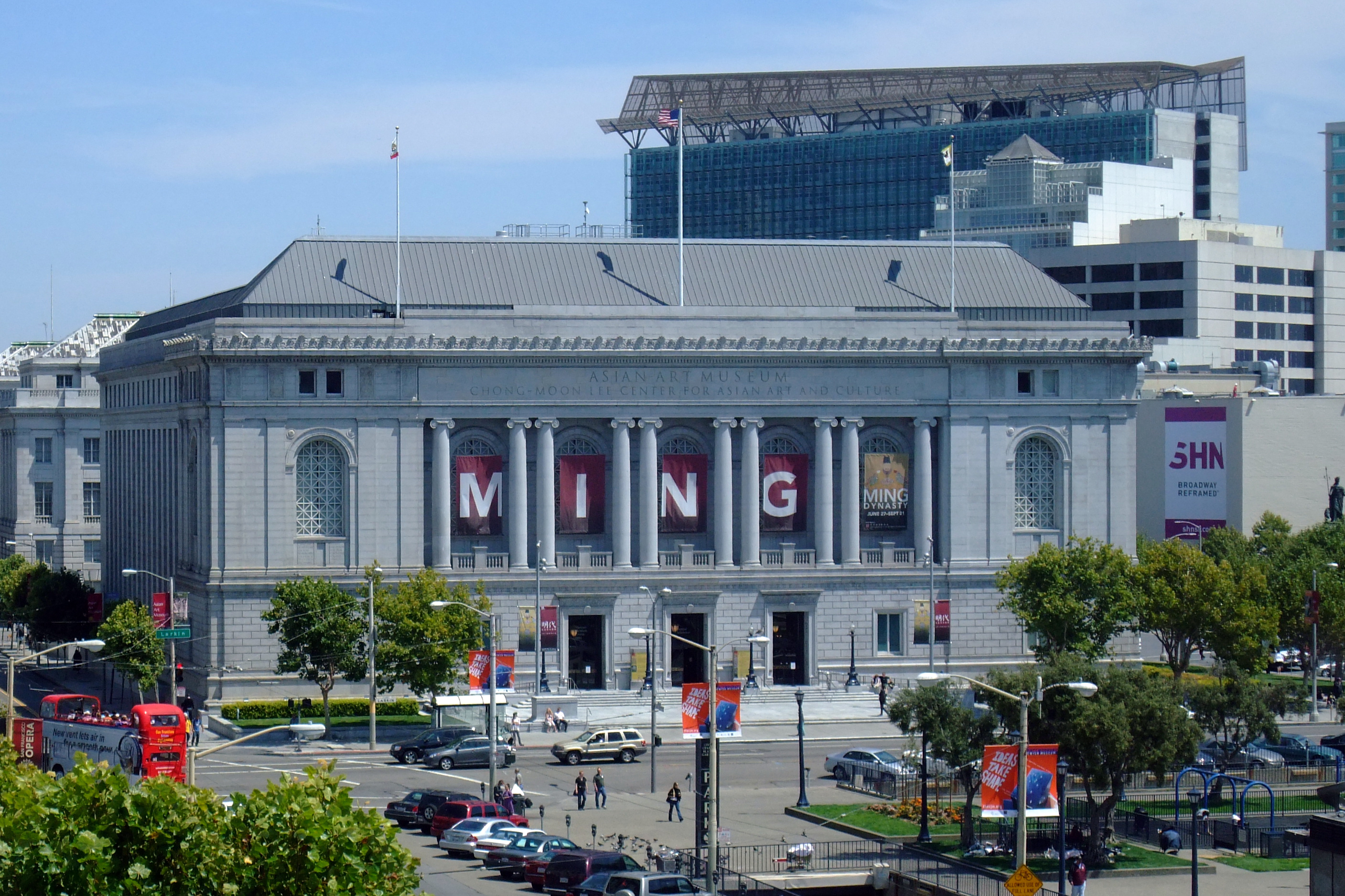
舊金山亞洲藝術博物館
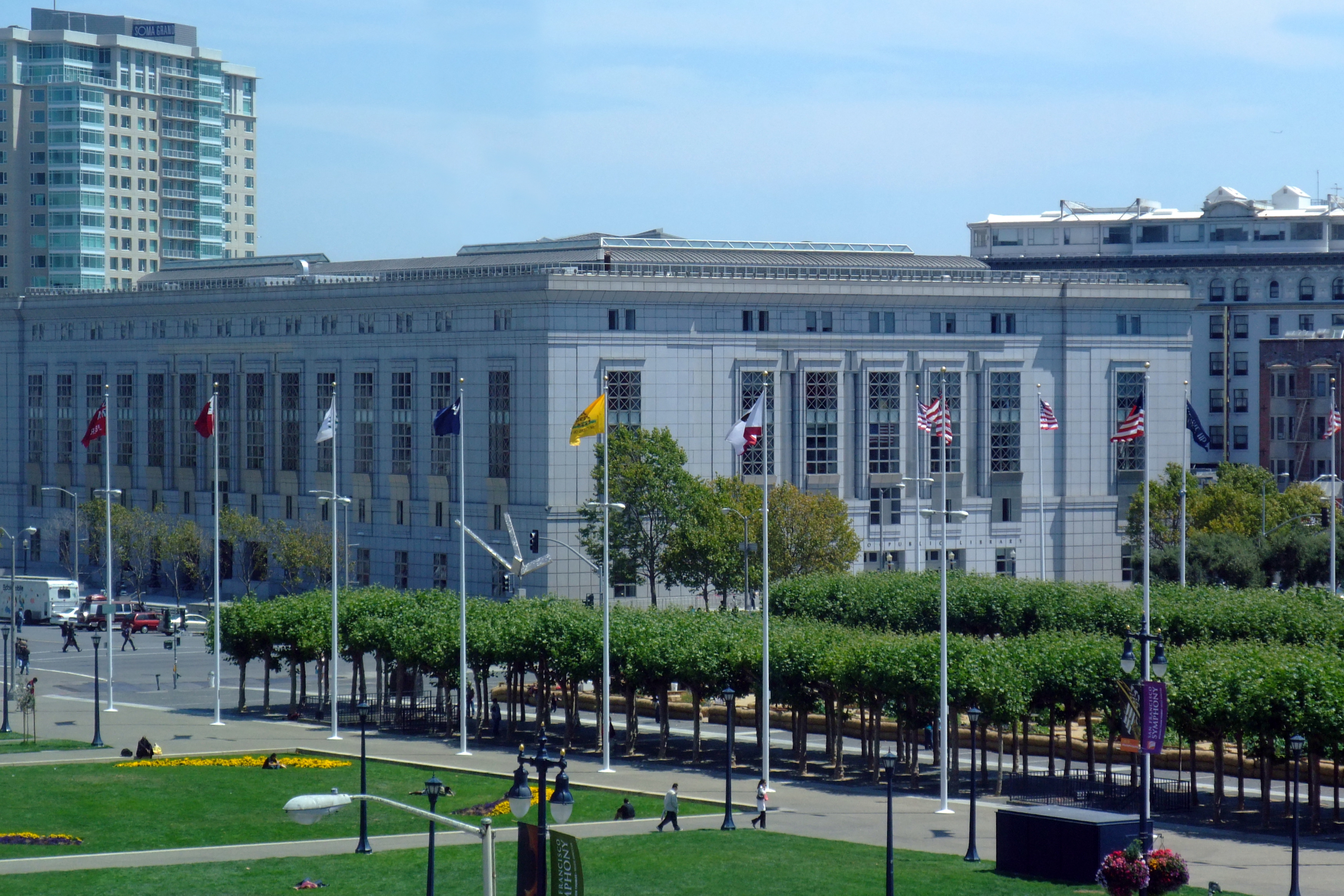
舊金山公共圖書館總館
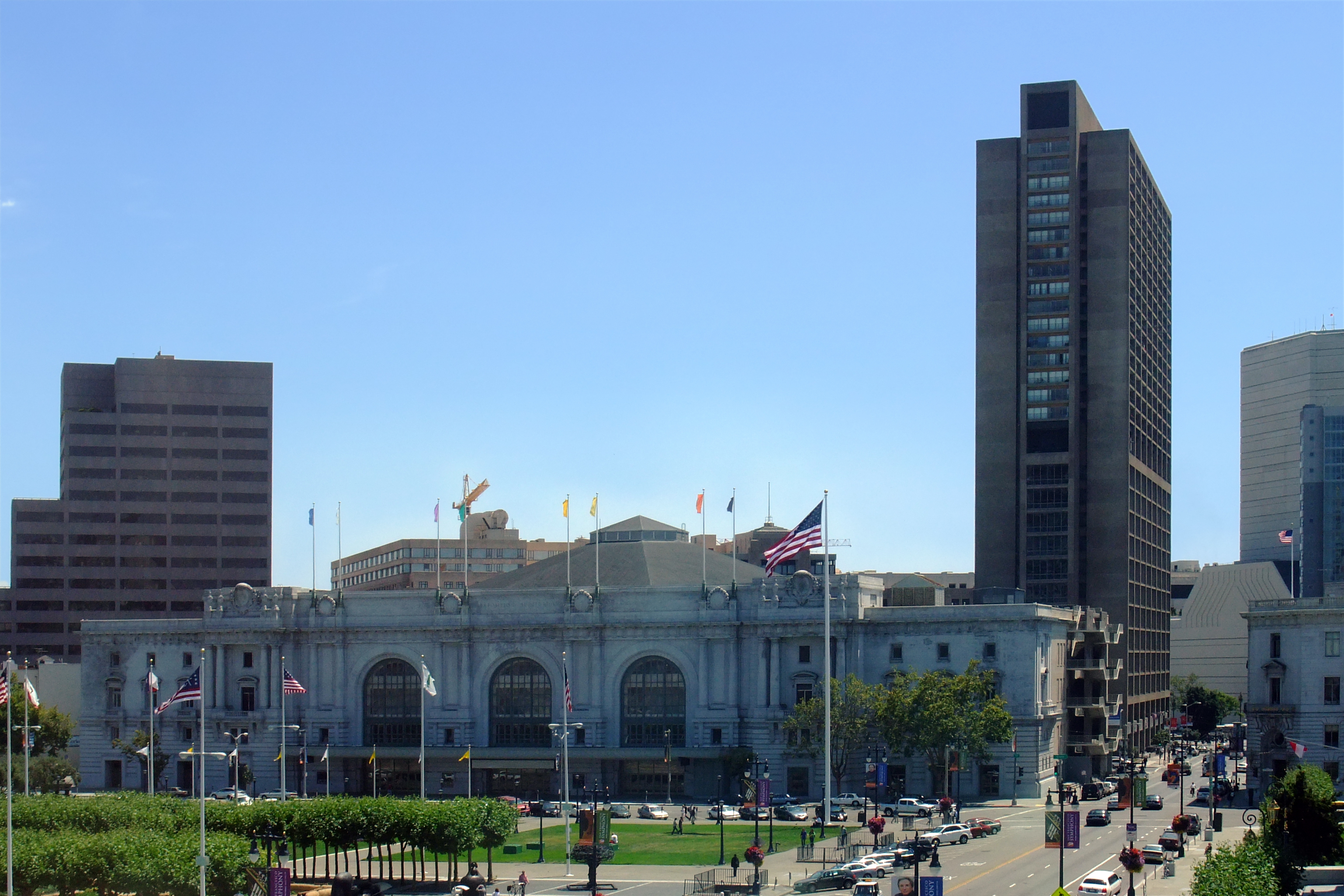
比爾·格雷厄姆市政禮堂 & Fox Plaza
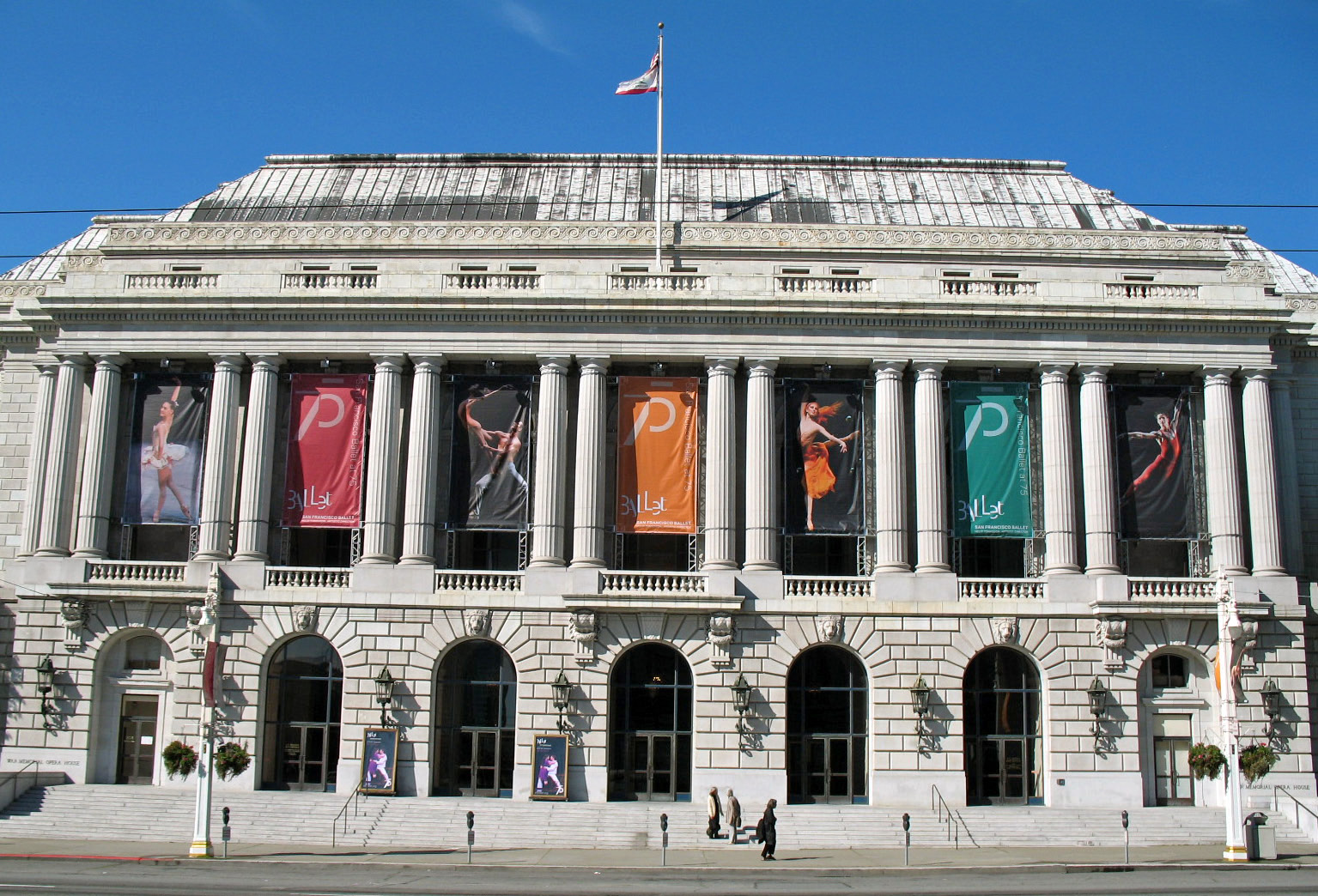
戰爭紀念歌劇院
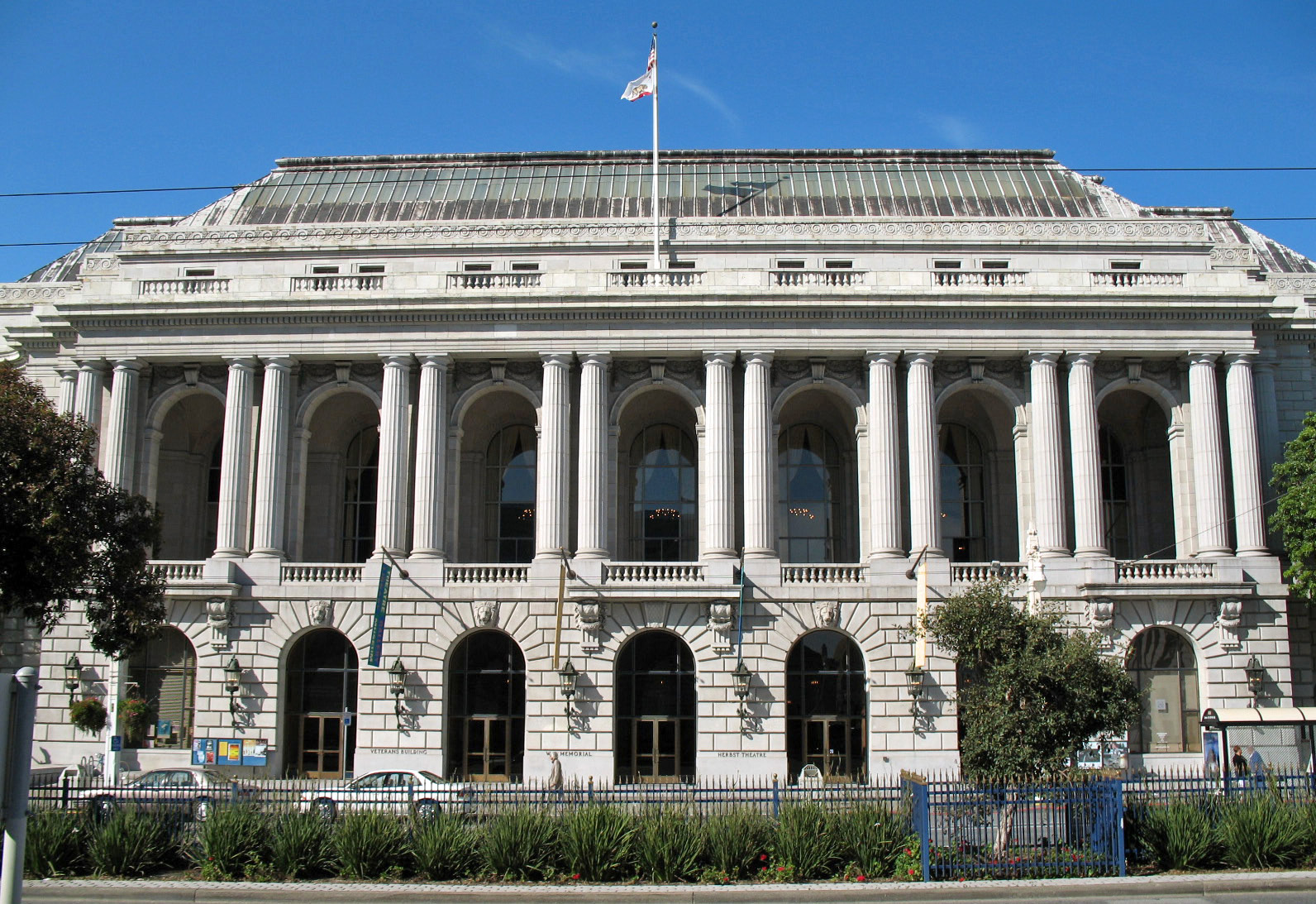
退伍軍人戰爭紀念堂
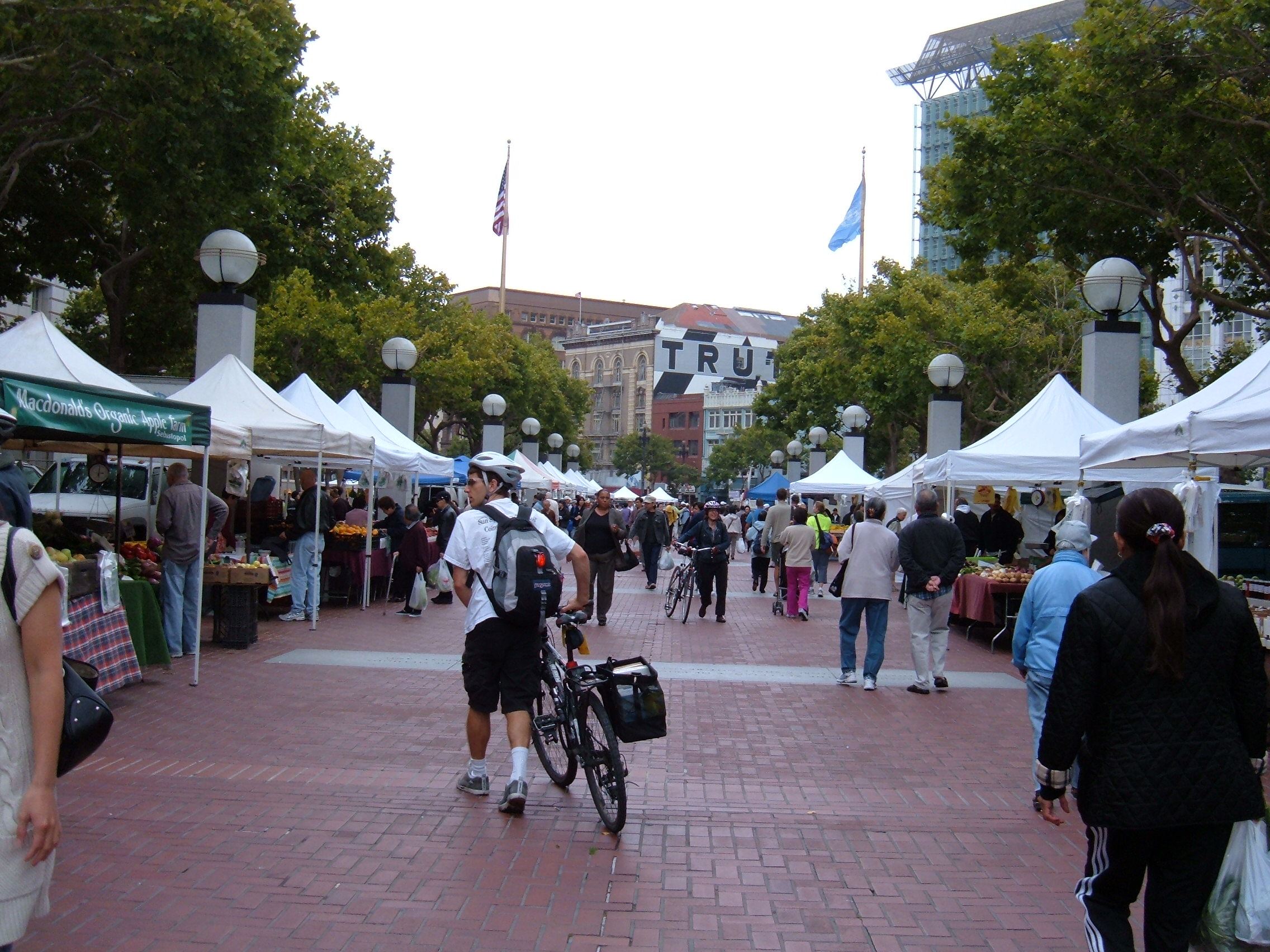
聯合國廣場的农民集市